# Manuel Pallás
Manuel Pallás, nacido de Zaragoza en 1901 y fallecido en esa misma capital el 20 de abril de 1977, fue un violinista español.
Pallás se formó en una academia de su ciudad natal, finalizando sus estudios con un examen en el Real Conservatorio de Madrid. Cuando solo tenía que 18 años ganó el Premio Sarasate (en honor de Pablo de Sarasate), trabajando después en la Orquesta Filarmónica de Madrid. Perfeccionó su técnica con el violinista aragonés Teodoro Ballo Tena, estableciéndose en Zaragoza como profesor en una academia privada (que con el tiempo se convirtió en el Conservatorio de Música de Zaragoza, donde continuó trabajando hasta su jubilación en 1972.